# Struer (gemeente)
Struer is een gemeente in de Deense regio Midden-Jutland. Bij de herindeling van 2007 werd de gemeente Thyholm bij Struer gevoegd. De huidige gemeente telt 21.347 inwoners (2017).

## Tot 2007
Struer is tot 2007 een gemeente met een oppervlakte van 174,6 km² en 19.175 inwoners.

## Plaatsen in de gemeente
- Struer
- Hjerm
- Jegind
- Hvidbjerg
- Uglev
- Humlum
- Resenstad
- Bremdal
- Asp
- Linde
- Vejrumstad

## Partnersteden
- Forssa (Finland)
- Sarpsborg (Noorwegen)

## Geboren in Struer
- Jens Jørgen Hansen (1939-2022), voetballer en voetbaltrainer

Aarhus · Favrskov · Hedensted · Herning · Holstebro · Horsens · Ikast-Brande · Lemvig · Norddjurs · Odder · Randers · Ringkøbing-Skjern · Samsø · Silkeborg · Skanderborg · Skive · Struer · Syddjurs · Viborg
- International Standard Name Identifier: 0000 0004 0495 5437
- MusicBrainz: 00c5d6d8-04bf-45e2-a66d-7cf80d61903e
- Virtual International Authority File: 4182151304658949460003
- WorldCat: E39PBJyGR9rxDW64pVm4X8H9jC